# Соколов, Андрей Васильевич
Андрей Васильевич Соколо́в (1898—1980) — советский учёный-агрохимик, почвовед, член-корреспондент АН СССР (1964).
В 1957 году был избран членом Международного общества почвоведов, в 1971 году — почетным членом Всесоюзного общества почвоведов.

## Биография
Родился 25 июля (6 августа по новому стилю) 1898 года в Балашове.
В 1908 году поступил в классическую гимназию Пензы, по окончании которой, в 1916 году, поступил на отделение почвоведения и агрохимии в Московский сельскохозяйственный институт. Окончил его в 1922 году по специальности агрохимик-почвовед, был учеником Д. Н. Прянишникова.
В 1923—1930 годах Соколов работал на сельскохозяйственных опытных станциях СССР — Энгельгартовской сельскохозяйственной опытной станции в Смоленской области (1923—1925) и в Полесской сельскохозяйственной станции в Киевской области (1925—1930). 
В 1930 году Андрей Васильевич перешел на работу в Научно-исследовательский институт по удобрениям и инсектофунгицидам (НИУИФ) на должность руководителя лаборатории азотных и сложных удобрений. С 1935 года он принимал участие в работах Всесоюзного института кормов в качестве консультанта по агрохимии, а с 1938 года работал в Почвенном института им. В. В. Докучаева (в том числе и в годы Великой Отечественной войны). В послевоенные годы Андрей Васильевич Соколов был инициатором и сторонником применения метода радиоактивных изотопов в почвенных и агрохимических исследованиях.
Основные его труды были посвящены агрохимии минеральных удобрений и агрохимическим свойствам почв, методике экспериментальной и аналитические работы в агрохимии. Соколов был ответственным редактором сборника «Агрохимическая характеристика почв СССР» и «Сводных выпусков» к нему. Совместно с профессором Ф. В. Турчиным и академиком С. И. Вольфковичем, он был организатором издания советского журнала «Агрохимия».
Умер 6 сентября 1980 года в Москве.

## Награды
- Награждён орденами Знак Почёта (1944), Трудового Красного Знамени (1952, 1975), Ленина (1968), а также медалями.
- Лауреат Золотой медали им. Д. Н. Прянишникова АН СССР (1971) за совокупность работ в области питания растений и применения удобрений.
- «Почётный химик СССР» (1974).